# Evolution (저니의 음반)
| 전문가 평가                      | 전문가 평가 |
| 평가 점수                        | 평가 점수   |
| 출처                             | 점수        |
| -------------------------------- | ----------- |
| AllMusic                         | [ 1 ]       |
| Collector's Guide to Heavy Metal | 7/10        |

《Evolution》은 1979년 4월, 컬럼비아 레코드가 발매한 미국의 록 밴드 저니의 다섯 번째 스튜디오 음반이다. 이 음반은 드러머 스티브 스미스가 참여한 밴드의 첫 번째 음반이다.
이 음반은 미국 빌보드 200 차트에서 20위를 차지하면서 그 당시 그 밴드의 가장 성공적인 음반이었다. 미국에서 300만 장이 팔렸다. 그들은 로이 토머스 베이커(퀸과의 작업으로 가장 잘 알려진)를 프로듀서로 유지했지만, 드러머인 앤슬리 던바는 이전에 로니 몬트로즈의 밴드로 있던 스미스로 대체되었다.
《Evolution》은 고전적인 샘 쿡의 20대 히트곡 〈Nothing' Can Change This Love〉에서 영감을 받아 미국에서 16위에 오른 그들의 첫 번째 20대 히트곡 〈Lovin', Touchin', Squeezin'〉을 특징으로 한다. 〈Just the Same Way〉에는 스티브 페리와 함께 오리지널 리드 보컬리스트 그렉 롤리가 참여했다.

## 배경
장뤼크 퐁티, 로니 몬트로즈 등과 활동해온 스티브 스미스가 새 드러머로 가입했다. 〈Too Late〉의 가사는 스티브 페리의 동향 친구에게 바쳐졌으며, 당시 마약 중독에 빠져 있던 친구에게 만책이 다하기 전에 거리를 떠나야 한다고 타이른 내용이다.
전작 《Infinity》 (1978년)에 이어 로이 토머스 베이커가 프로듀서로 기용됐다. 다만 밴드 측은 베이커의 일에 불만을 품고 있으며 스티브 페리는 추후 인터뷰에서 베이커와 다시 짠 것은 베이커 밑에서 일하던 오디오 엔지니어 제프 워크먼이 목적인 것이라고 말했다.

## 곡 목록
| #  | 제목                                  | 작사·작곡           | 재생 시간 |
| -- | ------------------------------------- | ------------------- | --------- |
| 1. | 〈Majestic〉 (기악)                   | 스티브 페리, 닐 숀  | 1:16      |
| 2. | 〈Too Late〉                          | 페리, 숀            | 2:58      |
| 3. | 〈Lovin', Touchin', Squeezin'〉       | 페리                | 3:55      |
| 4. | 〈City of the Angels〉                | 페리, 그렉 롤리, 숀 | 3:12      |
| 5. | 〈When You're Alone (It Ain't Easy)〉 | 페리, 숀            | 3:10      |
| 6. | 〈Sweet and Simple〉                  | 페리                | 4:13      |

| #   | 제목                   | 작사·작곡              | 재생 시간 |
| --- | ---------------------- | ---------------------- | --------- |
| 7.  | 〈Lovin' You Is Easy〉 | 페리, 숀, 그렉 에리코  | 3:38      |
| 8.  | 〈Just the Same Way〉  | 롤리, 숀, 로스 발레리  | 3:18      |
| 9.  | 〈Do You Recall〉      | 페리, 롤리             | 3:13      |
| 10. | 〈Daydream〉           | 페리, 롤리, 숀, 발레리 | 4:42      |
| 11. | 〈Lady Luck〉          | 페리, 숀, 발레리       | 3:35      |

## 인증
| 국가                       | 인증        | 판매량/출하량 |
| -------------------------- | ----------- | ------------- |
| 캐나다 (뮤직 캐나다)       | 골드        | 50,000^       |
| 미국 (RIAA)                | 3× 플래티넘 | 3,000,000^    |
| ^출하량을 기반으로 한 인증 |             |               |